# Shimeji

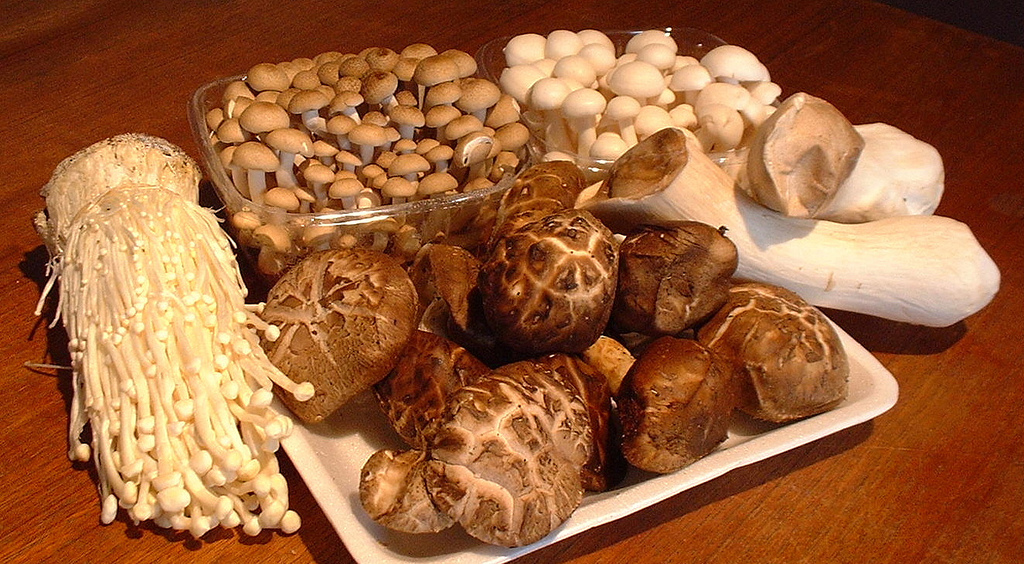
Setas japonesas (en el sentido de las agujas del reloj desde la izquierda): enokitake, buna-shimeji, bunapi-shimeji, seta de cardo y shiitake (delante).

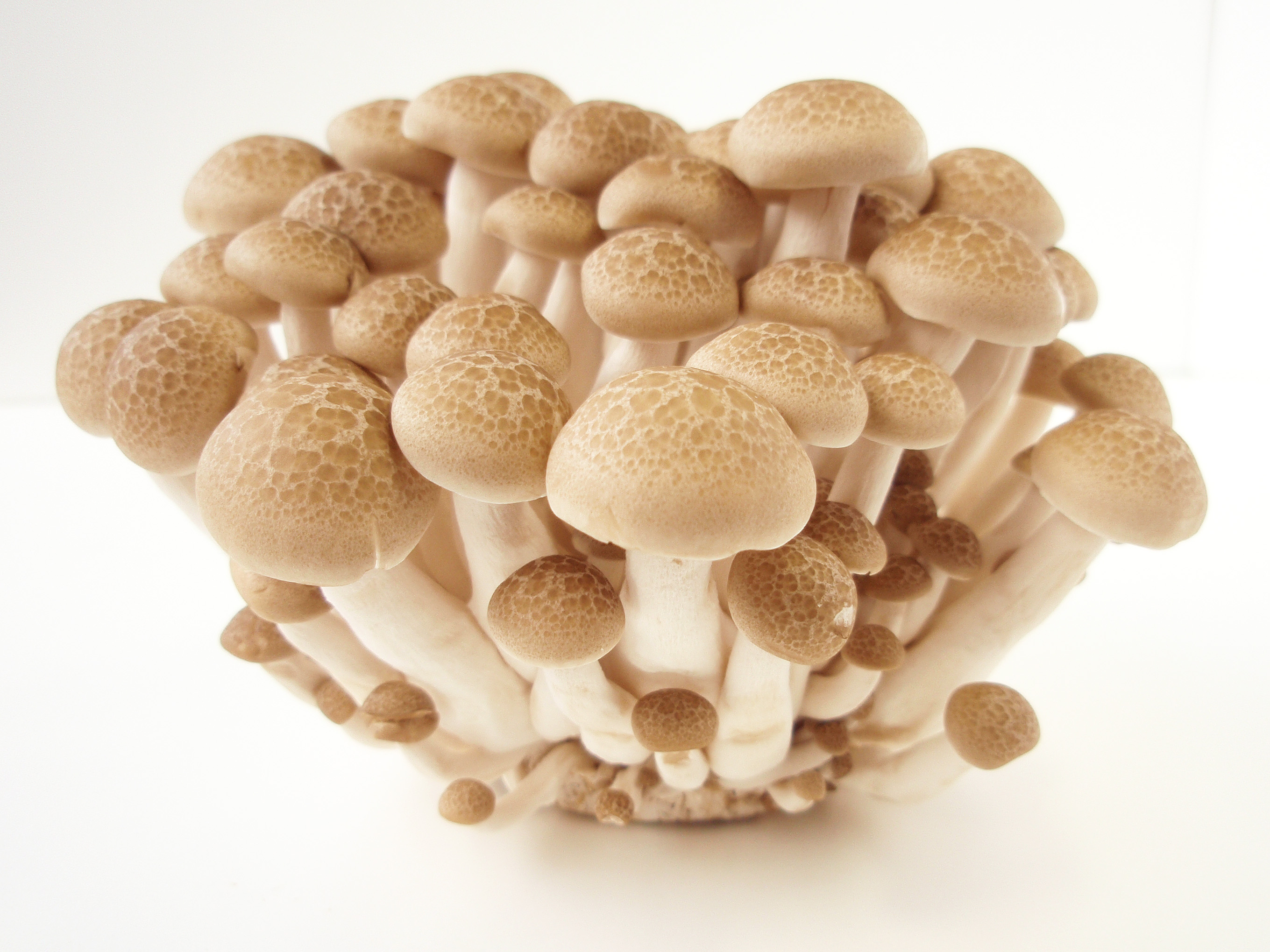
Buna-shimeji (ブナシメジ).

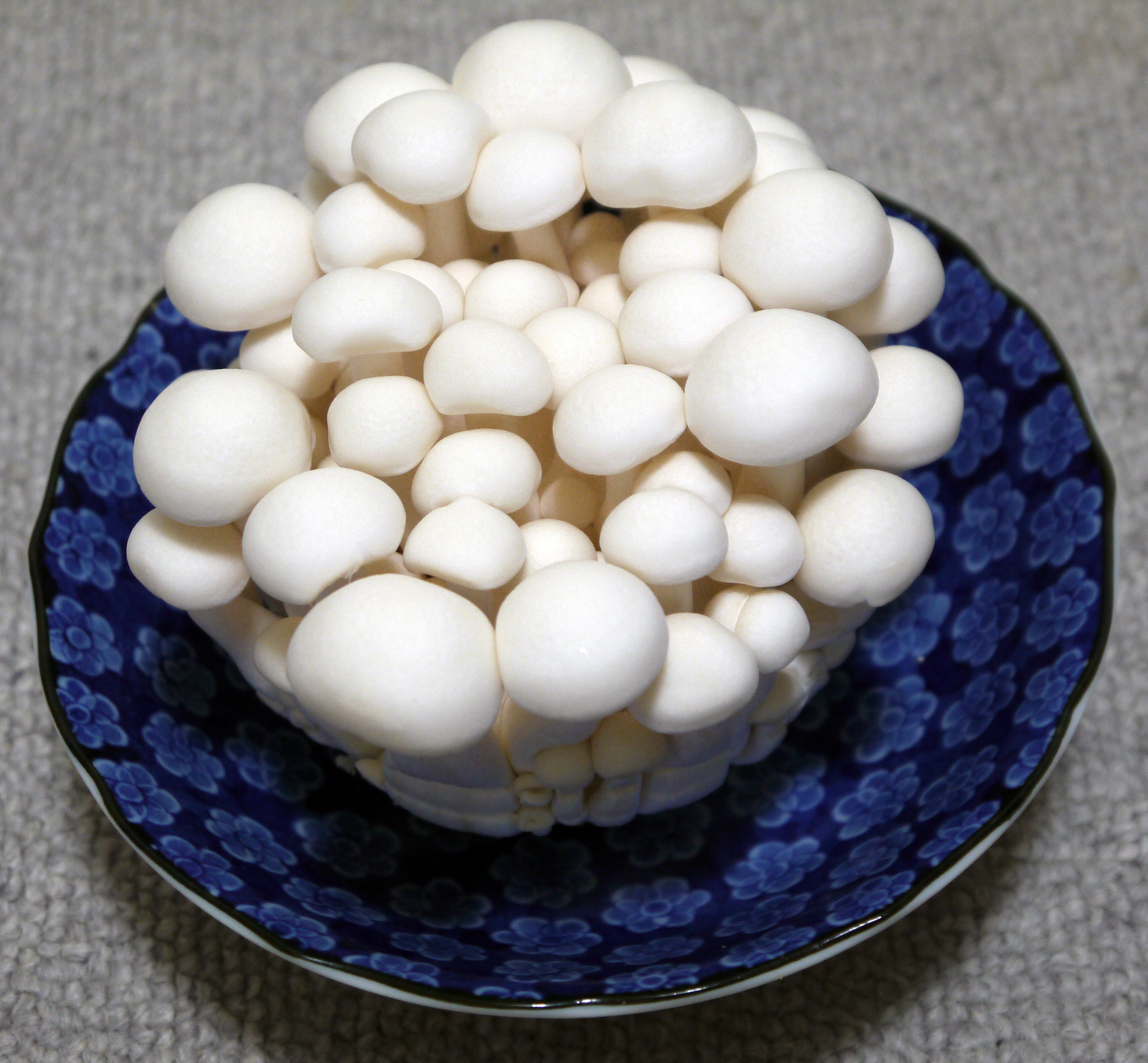
Bunapi-shimeji (ブナピー), desarrollado por Hokto Ltd.

Se llama shimeji (シメジ, 占地) a un grupo de setas comestibles originarias del este de Asia, pero presentes también en el norte de Europa. El hon-shimeji (Lyophyllum shimeji) es un hongo micorriza difícil de cultivar. Otras especies son saprófagas, y el buna-shimeji se cultiva ampliamente en la actualidad. Los hongos shimeji son ricos en compuestos con sabor umami como el ácido guanílico, el ácido glutámico y el ácido aspártico.

## Especies
Micorrizas
- Hon-shimeji (ホンシメジ, Lyophyllum shimeji): Los métodos de cultivo han sido patentados por varios grupos, como Takara Bio[3][4] y Yamasa,[5][6] y el hon-shimeji cultivado está disponible de varios fabricantes en Japón.[7][8]

Saprófagos
- Buna-shimeji (ブナシメジ, literalmente ‘shimeji haya’, Hypsizygus tessellatus o Hypsizygus marmoreus): El cultivo de buna-shimeji fue patentado primero por Takara Shuzo Co., Ltd. en 1972 como hon-shimeji, y su producción comenzó en 1973 en Japón.[9] Actualmente se cultivan ampliamente diversas variedades y se venden frescas en los mercados.
- Bunapi-shimeji (ブナピー): El bunapi fue seleccionado a partir de buna-shimeji irradiado con ultravioletas  («hokuto n.º 8» × «hokuto n.º 12») y la variedad fue registrada como «hokuto shiro n.º 1» por Hokuto Corporation.[10][11]
- Hatake-shimeji (ハタケシメジ, Lyophyllum decastes): Esta especie y la siguiente también han sido vendidas como hon-shimeji.
- Shirotamogidake (シロタモギダケ, Hypsizigus ulmarius).
- Seta de chopo (en chino, 茶樹菇, Agrocybe aegerita).

## Cocina
Los shimeji siempre deben cocinarse, ya que no resultan muy buenos servidos crudos por su sabor algo amargo, que desaparece completamente durante la cocción. Los shimeji cocinados tienen una textura agradable, firme y ligeramente crujiente, y un ligero sabor a nuez. La cocción también los hace más fáciles de digerir. Resulta adecuados en recetas revueltas, como con carne de caza o marisco. También pueden usarse en sopas, estofados y salsas. Cuando se cocina solo, puede saltearse entero, incluyendo el pie, a fuego vivo o puede asarse a fuego lento con una pequeña cantidad de mantequilla o aceite. Se emplea en sopa, nabe y takikomi gohan.